# ست گرین
ست بنجامین گرین (به انگلیسی: Seth Benjamin Green) (زادهٔ ۸ فوریه ۱۹۷۴) بازیگر، کمدین، صداپیشه و تهیه‌کننده تلویزیون آمریکایی است.

## بخشی از فیلمشناخت
- هتل نیوهمپشایر (۱۹۸۴)
- روزگار رادیو (۱۹۸۷)
- نمی‌توانید عشق مرا بخرید (۱۹۸۷)
- کسب‌وکار بزرگ (۱۹۸۸)
- نامادریم یک بیگانه است (۱۹۸۸)
- ولوم را بالا ببرید (۱۹۹۰)
- بچه دو صفر (۱۹۹۲)
- بافی قاتل خون‌آشام‌ها (۱۹۹۲)
- کنه (۱۹۹۳)
- بازی (۱۹۹۳)
- هوابرد (۱۹۹۳)
- مسئولیت انسان سفید (۱۹۹۵)
- به جیلیان (۱۹۹۶)
- آستین پاورز: مرد بین‌المللی رمز و راز (۱۹۹۷)
- نمی‌توانم صبر کنم (۱۹۹۸)
- دشمن کشور (۱۹۹۸)
- بافی قاتل خون‌آشام‌ها (۲۰۰۰-۱۹۹۷)
- دست‌های بیکار (۱۹۹۹)
- آستین پاورز: جاسوسی که من را تکان داد (۱۹۹۹)
- مرد خانواده (۲۰۰۲-۱۹۹۹ ، تاکنون-۲۰۰۵)
- ارسال به اتاق زیرشیروانی (۲۰۰۱)
- جوسی و پوسی‌کت (۲۰۰۱)
- دلبر آمریکایی (۲۰۰۱)
- سگ‌دو (۲۰۰۱)
- ولگردها (۲۰۰۱)
- آستین پاورز: در عضو طلایی (۲۰۰۲)
- مهمانی هیولا (۲۰۰۳)
- کسب و کار ایتالیایی (۲۰۰۳)
- اسکوبی-دو ۲ (۲۰۰۴)
- بدون پارو (۲۰۰۴)
- باحال باش (۲۰۰۵)
- استووی گریفن: داستان ناگفته (۲۰۰۵)
- بهترین مرد (۲۰۰۵)
- اثر جرمی (۲۰۰۵)
- مجموعه تلویزیونی (۲۰۰۷)
- سکس درایو (۲۰۰۸)
- سگ‌های پیر (۲۰۰۹)
- عدالت برادر (۲۰۱۰)
- مریخ به مامان‌ها نیاز دارد (۲۰۱۱)
- داستان لوک (۲۰۱۲)
- من آن صدا را می‌شناسم (۲۰۱۳)
- نابغه شیطانی سکسی (۲۰۱۳)
- یکسان (۲۰۱۴)
- نگهبانان کهکشان (۲۰۱۴)
- پرنده زرد (۲۰۱۴)
- کرمپوس (۲۰۱۵)
- فیلم لگو بتمن (۲۰۱۴)
- نگهبانان کهکشان بخش ۲ (۲۰۱۷)
- رفتار بی‌‌فایده و احمقانه (۲۰۱۸)
- دیکتاتور عزیز (۲۰۱۸)
- شزم! (۲۰۱۹)
- گودزیلا: سلطان هیولاها (۲۰۱۹)
- تغییر زمین (۲۰۱۹)
- جمعه سیاه (۲۰۲۱)
- ویرد: داستان ال یانکوویک (۲۰۲۲)
- نگهبانان کهکشان بخش ۳ (۲۰۲۳)